# 扎瓦镇
扎瓦镇，是中华人民共和国新疆维吾尔自治区和田地區墨玉县下辖的一个乡镇级行政单位。
2012年2月19日，新疆维吾尔自治区人民政府批复同意撤销扎瓦乡建制，设立扎瓦镇。

## 行政区划
扎瓦镇下辖以下地区：
阔坎村、亚贝希村、夏合勒克村、依格孜艾日克村、兰干村、协依旦村、库木艾日克村、托格拉克麻扎村、萨依奴乎村、库提热木村、硝尔鲁克艾日克村、库台克艾日克村、扎瓦村、阿热果勒村、巴夏克其村、库勒艾日克村、博格达依艾日克村、铁热克阿依拉村、吾堂村、玉吉买阿依拉村、英吾斯塘村、麻扎阿依拉村、加依铁热克村、托盖托格拉克村、乔坎吉勒尕村、巴什乌尔其村、合尼村、阿亚克麻扎村、胡木旦村、托格拉亚村、托甫恰村、吾尔其村、巴拉木苏依村和喀什博依村。